# Lecudina brasili
Lecudina brasili is een soort in de taxonomische indeling van de Myzozoa, een stam van microscopische parasitaire dieren. Het organisme komt uit het geslacht Lecudina en behoort tot de familie Lecudinidae. Lecudina brasili werd in 1937 ontdekt door Ganapati & Aiyar.